# I Had Some Help
Az I Had Some Help Post Malone amerikai énekes és rapper dala, Morgan Wallen amerikai countryénekes közreműködésével. A Republic és a Mercury Records kiadókon keresztül, az énekes első kislemezeként az F–1 Trillion albumról, 2024. május 10-én. Malone és Wallen szerezték a dalt, Louis Bell, Charlie Handsome és Hoskins producerekkel együtt, akik mellett Ernest, Ashley Gorley és Chandler Paul Walters is dolgozott a számon.
Az I Had Some Help a Billboard Hot 100 első helyén debütált, 2020 óta a legsikeresebb dalként, amivel Malone hatodik, Wallen második listavezetője lett pályafutása során. 2024 legtovább listavezető dala volt, hat hétig maradt az élen. Sorozatban öt hetet töltött egyszerre a Billboard Hot 100 és a Billboard Hot Country Songs élén, ami korábban még soha se történt meg. Ezek mellett a Billboard Global 200 első helyén debütált, illetve listavezető volt többek között Ausztráliában, Írországban, Kanadában és Norvégiában is. A 67. Grammy-gálán jelölést kapott a Legjobb countryduó vagy -csoport teljesítmény és a Legjobb countrydal kategóriákban.

## Díjak és jelölések
| Díjátadó               | Év   | Kategória                                            | Eredmény | For.        |
| ---------------------- | ---- | ---------------------------------------------------- | -------- | ----------- |
| MTV Video Music Awards | 2024 | Legjobb közreműködés                                 | Jelölve  | [ 1 ] [ 2 ] |
| Grammy-díj             | 2025 | Legjobb countryduó vagy -csoport countryteljesítmény | Függőben |             |
| Grammy-díj             | 2025 | Legjobb countrydal                                   | Függőben |             |

## Közreműködők
- Post Malone – énekhang
- Morgan Wallen – énekhang
- Louis Bell – producer, hangmérnök
- Charlie Handsome – producer
- Hoskins – producer, co-producer
- Aaron Sterling – dobok
- Craig Young – basszusgitár
- Derek Wells – elektromos gitár
- Bryan Sutton – akusztikus gitár
- Dave Cohen – billentyűk
- Paul Franklin – pedal steel
- Larry Franklin – hegedű
- Ryan Gore – keverés
- Ted Jensen – maszterelés

## Slágerlisták
| Slágerlista (2024)                     | Legmagasabb pozíció |
| -------------------------------------- | ------------------- |
| Argentína (Monitor Latino)             | 3                   |
| Ausztrália (ARIA)                      | 1                   |
| Ausztrália Country Hot 50 (The Music)  | 1                   |
| Ausztria (Ö3 Austria Top 40)           | 17                  |
| Belgium (Ultratop 50 Flanders)         | 13                  |
| Belgium (Ultratop 50 Wallonia)         | 39                  |
| Bolívia (Monitor Latino)               | 3                   |
| Costa Rica (Monitor Latino)            | 6                   |
| Csehország (Singles Digitál Top 100)   | 71                  |
| Dánia (Tracklisten)                    | 4                   |
| Dél-Afrika                             | 4                   |
| Dél-Korea (Circle BGM)                 | 147                 |
| Dél-Korea (Circle Download)            | 109                 |
| Dominikai Köztársaság (Monitor Latino) | 9                   |
| Ecuador (Monitor Latino)               | 5                   |
| Egyesült Királyság (UK Singles Chart)  | 2                   |
| Észtország (TopHit Airplay)            | 18                  |
| FÁK (TopHit Airplay)                   | 39                  |
| Finnország (Singlet Top 20)            | 32                  |
| Franciaország (SNEP)                   | 157                 |
| Global 200 (Billboard)                 | 1                   |
| Görögország (IFPI)                     | 51                  |
| Hollandia (Top 40)                     | 6                   |
| Hollandia (Single Top 100)             | 16                  |
| Izland (Plötutíðindi)                  | 10                  |
| Írország                               | 1                   |
| Japán (Billboard Japan Hot Overseas)   | 5                   |
| Kanada (Canadian Hot 100)              | 1                   |
| Kanada AC (Billboard)                  | 6                   |
| Kanada CHR/Top 40 (Billboard)          | 3                   |
| Kanada Country (Billboard)             | 1                   |
| Kanada Hot AC (Billboard)              | 8                   |
| Kolumbia (Monitor Latino)              | 9                   |
| Kolumbia (National-Report)             | 3                   |
| Lettország (LAIPA Airplay)             | 5                   |
| Litvánia (TopHit Airplay)              | 28                  |
| Mexikó (Monitor Latino)                | 6                   |
| Németország (Media Control Charts)     | 35                  |
| Norvégia (VG-lista)                    | 1                   |
| Nigéria (TurnTable Top 100)            | 84                  |
| Panama (Monitor Latino)                | 6                   |
| Portugália (AFP Top 100 Singles)       | 37                  |
| Puerto Rico (Monitor Latino)           | 3                   |
| Salvador (Monitor Latino)              | 4                   |
| San Marino (SMRRTV Top 50)             | 8                   |
| Svájc (Schweizer Hitparade)            | 19                  |
| Svédország (Sverigetopplistan)         | 3                   |
| Szlovákia (Rádio Top 100)              | 74                  |
| Szlovákia (Singles Digitál Top 100)    | 53                  |
| US Billboard Hot 100                   | 1                   |
| US Adult Contemporary (Billboard)      | 11                  |
| US Adult Top 40 (Billboard)            | 1                   |
| US Country Airplay (Billboard)         | 1                   |
| US Hot Country Songs (Billboard)       | 1                   |
| US Mainstream Top 40 (Billboard)       | 1                   |
| Új-Zéland (Recorded Music NZ)          | 2                   |
| Venezuela (Monitor Latino)             | 5                   |

## Minősítések
| Régió                                                            | Minősítés  | Eladott példányszám |
| ---------------------------------------------------------------- | ---------- | ------------------- |
| Dánia (IFPI Danmark)                                             | Aranylemez | 45 000‡             |
| Új-Zéland (RMNZ)                                                 | Aranylemez | 15 000‡             |
| Egyesült Királyság (BPI)                                         | Aranylemez | 400 000‡            |
| ‡ Eladási+streaming példányszámok kizárólag a minősítés alapján. |            |                     |